# 內田秀
內田秀（日语：／ Uchida Shū，1996年5月24日—）是日本女性聲優，來自澳大利亞悉尼。曾為LINK PLAN所屬。2020年10月1日轉籍至CaliCom、2022年10月1日加入Just Production。

## 人物
2歲到18歲都在澳洲居住，2014年時回到日本定居。
Pro-Fit聲優養成所的畢業生，因此曾為Pro-Fit旗下LINK PLAN所屬。2020年9月30日時，與相良茉優共同離開LINK PLAN。隔日10月1日宣布加入由木皿陽平創立的Stray Cats旗下新設立的藝人事務所CaliCom。2022年9月30日離開CaliCom，隔日加入Just Production。
興趣包含讀書、料理、甜點製作、彩妝蒐集，專長包含洋服製作、英文、磨蘿蔔。英文能力很好，第一次參加多益便獲得滿分990分。
座右銘是「Open the door, it may lead you to someplace never expected.」

## 演出作品
※粗體字為主要角色。

### 電視動畫
2017年
- 愛麗絲與藏六（克雷歐、敷島羽鳥[10]）

2018年
- 愛吃拉麵的小泉同學（車內廣播）
- citrus～柑橘味香氣～（車站廣播）
- Fate/EXTRA Last Encore（少女警官）
- 多田君不戀愛（小孩、觀光客、來賓者）
- 最終休止符 -無止境的螺旋物語-（尤米爾）
- 蠟筆小新（奇蹟貓）
- 千緒的通學路（女子、真理奈）
- 來玩遊戲吧（藤原）
- 叛逆性百萬亞瑟王（女性客人、女孩子）

2019年
- 魔法禁書目錄III（俄國兵飛行員）
- BanG Dream! 2nd Season（新生）
- 魔法少女特殊戰明日香（操作員C）
- 流汗吧！健身少女（游泳池的客人、克莉絲塔爾·加森）

2020年
- 地縛少年花子君（英語錄音帶語音）
- 阿拉德 逆轉之輪（莫小方）
- 宇崎學妹想要玩！（學生A）
- 我立於百萬生命之上（女學生，真木）

2021年
- RE-MAIN（杏奈）
- 橘色榮耀！（菅原真知子）

2022年
- Love Live! 虹咲學園學園偶像同好會 第二季（米雅·泰勒[11]）
- SHINE POST（ウナ、粉絲）

2023年
- 虹咲四格 動畫版（米雅·泰勒[12]）
- 艦隊Collection 總有一天，在那片海（御藏、厭戰）
- D4DJ All Mix（蘿拉·布拉德利）
- TechnoRoid 超越意志（廣播）

2024年
- 虹咲四格 動畫版 2（米雅·泰勒[13]）
- 極速星舞（九頭龍明莉[14]）
- 重啟人生的千金小姐正在攻略龍帝陛下（吉兒·薩威爾[15]）

2025年
- 完美到難以接近的聖女遭到解除婚約後被賣到鄰國（格蕾絲·馬蒂拉斯[16]）

### OVA
2023年
- Love Live! 虹咲學園學園偶像同好會 NEXT SKY（米雅·泰勒[17]）

### 劇場動畫
2019年
- 蠟筆小新：新婚旅行風暴～奪回廣志大作戰～（假面族）

2021年
- 蠟筆小新：謎案！天下春日部學院的怪奇事件[18]

2024年
- Love Live! 虹咲學園學園偶像同好會 完結篇 第1章（米雅·泰勒[19]）

2025年
- Love Live! 虹咲學園學園偶像同好會 完結篇 第2章（米雅·泰勒[20]）

### 遊戲
2016年
- 艦隊Collection（厭戰[21]、皇家方舟[22]、甘比尔湾、御蔵、珀斯[23]）

2017年
- 恋语 Juliamo -amrilata lingvo-（露卡·羅森·E[24]）

2018年
- CHRONO MA:GIA（莉莉亞[25]）

2019年
- 魔法紀錄 魔法少女小圓外傳（時女靜香）
- Love Live! 學園偶像祭 ALL STARS（米雅·泰勒[26]）

2020年
- 灰燼戰線（T-77 MGMC, BV P.194）

2022年
- Heaven Burns Red（七瀬七海[27]）

2023年
- Love Live! 學園偶像祭2 Miracle Live!（米雅·泰勒[28]）
- 重返未來：1999（十四行詩[29]）
- 純潔的魔法少女‐UNTITLED MAGICAL GIRL‐（東條優奈[30]）

### 廣播劇CD
2017年
- 新娘特別班（莉亞·八月[31]）

### 廣播
- Lumina Charis的Lumikarikyuramu！（2017年－、HiBiKi Radio Station）[32]
- 廣播「言語關係」〜！〜（2017年、音泉）[33]

### 旁白
- Megalith IT Alliance 公司導覽[34]
- C3 AFA SINGAPORE 2018 旁白敘述

### 其他項目
- 英文單字學習應用程式 「『Reiの英単語』」英語擔當 [35]

### 出處
1. ↑  . 2021-11-08  [2021-11-08]. （原始内容存档于2021-11-11）.
2. 1 2 3 4 5 6 7  . LINK PLAN. 2017-07-28  [2018-04-08]. （原始内容存档于2020-04-19）.
3. 1 2  . CaliCom. （原始内容存档于2021-03-03）.
4. ↑  . Comptiq (KADOKAWA 角川書店). 2017-05-10, (2017年6月号).
5. ↑  内田 秀 [@uchida_shu0524].  (推文). 2020-09-30  [2020-09-30] –Twitter.
6. ↑  . アニメイトタイムズ. 2020-09-30  [2020-10-01]. （原始内容存档于2020-10-30）.
7. 1 2  . amiami channel.   [2019-10-17]. （原始内容存档于2021-03-01）.
8. ↑  ラジオ Lumina Charisのルミカリキュラム！第一回
9. ↑  . JCASTニュース (ジェイ・キャスト). 2021-04-07  [2021-04-10]. （原始内容存档于2021-04-10）.
10. ↑  . 愛麗絲與藏六官網.   [2017-06-03]. （原始内容存档于2020-10-26）.
11. ↑  . 2021-10-03  [2021-10-03]. （原始内容存档于2022-04-14）.
12. ↑  . Comic Natalie. 2022-09-18  [2022-09-18]. （原始内容存档于2022-09-19） （日语）.
13. ↑  . MANTANWEB. 2023-12-25  [2023-12-25]. （原始内容存档于2023-12-25） （日语）.
14. ↑  . Comic Natalie. 2023-06-30  [2023-06-30]. （原始内容存档于2023-06-30） （日语）.
15. ↑  . Comic Natalie. 2024-03-20  [2024-03-20]. （原始内容存档于2024-04-01） （日语）.
16. ↑  . Comic Natalie. 2025-02-08  [2025-02-08]. （原始内容存档于2025-02-10） （日语）.
17. ↑  . Comic Natalie. 2023-03-25  [2023-03-25]. （原始内容存档于2023-03-26） （日语）.
18. ↑  . 映画クレヨンしんちゃん 謎メキ！花の天カス学園.   [2021-07-30]. （原始内容存档于2022-04-15）.
19. ↑  . MANTANWEB. 2024-01-14  [2024-01-14]. （原始内容存档于2024-01-15） （日语）.
20. ↑  . Comic Natalie. 2024-10-20  [2024-10-20] （日语）.
21. ↑  . 艦Colle官方Twitter. 2016-09-09  [2018-04-08]. （原始内容存档于2020-11-08）.
22. ↑  . 艦Colle官方Twitter. 2017-08-08  [2018-04-08]. （原始内容存档于2018-03-13）.
23. ↑  @KanColle_STAFF.  (推文). 2019-11-29 –Twitter.
24. ↑  . 言語關係 官方網站.   [2017-07-28]. （原始内容存档于2020-11-18）.
25. ↑  . CHRONO MA:GIA 官網.   [2018-02-26]. （原始内容存档于2020-12-11）.
26. ↑  . ラブライブ！スクールアイドルフェスティバル ALL STARS.   [2020-10-09]. （原始内容存档于2020-11-27）.
27. ↑  . ヘブンバーンズレッド.   [2021-11-08]. （原始内容存档于2021-10-28）.
28. ↑  .   [2023-08-28]. 原始内容存档于2023-09-19 （日语）.
29. ↑  . 重返未來：1999.   [2023-08-28]. （原始内容存档于2023-08-28） （日语）.
30. ↑  . 2021-09-27  [2021-09-27]. （原始内容存档于2022-04-25）.
31. ↑  . Comic Natalie. 2017-07-07  [2018-04-08]. （原始内容存档于2019-09-09）.
32. ↑  . 聲優Paradise官方Twitter.   [2017-07-28]. （原始内容存档于2017-10-11）.
33. ↑  . 音泉.   [2017-07-28]. （原始内容存档于2020-01-22）.
34. ↑  . Megalith IT Alliance. 2017-04-19  [2017-06-03]. （原始内容存档于2017-06-24）.
35. ↑  .   [2021-06-15]. （原始内容存档于2021-06-21）.

## 外部連結
- 事務所官方簡歷 （页面存档备份，存于）（日語）
- （日語）內田秀的X（前Twitter）
- YouTube上的ShuTube・ᴥ・頻道（英文）
- 內田秀的Instagram帳戶